# 뜨거운 지구
뜨거운 지구는 모항성에 가까운 궤도에서 공전하여 온도가 높은 지구형 행성을 가리키는 단어이다.

## 설명
뜨거운 지구는 뜨거운 목성이나 뜨거운 해왕성처럼 조석 고정이 되어 모항성에게 항상 같은 면을 향하고 있는 공통점이 있다. 뜨거운 지구가 지구 보다 훨씬 큰 슈퍼 지구인 암석 행성이라면 핫 슈퍼 어스라고도 불린다. 뜨거운 지구는 이로 인하여 영원한 낮쪽의 온도는 상당한 고온이며 이는 철과 같은 금속들을 녹일 정도로 뜨겁다. 뜨거운 지구의 경우에는 온도가 높기 때문에 지표면에는 암석이 녹은 상태인 용암이 형성되어 있으며 일반적인 지구형 행성과 달리 생명체가 살기에는 부적합한 극한의 온도를 가지고 있다. 뜨거운 지구에 속하는 대표적인 외계 행성으로는 케플러-10b가 있으며 이외에도 외계 행성들 중에서는 많은 뜨거운 지구에 속하는 행성들이 존재한다.

## 같이 보기
- 뜨거운 목성
- 뜨거운 해왕성
- 천문학
- 지구형 행성